# Sonbong
Sonbong (hanja: 雄基, tidigare Unggi) är en del av staden Rason i nordöstra Nordkorea. Den är belägen vid kusten mot Japanska havet nära gränsen till både Ryssland och Kina.